# Ladislav Šmíd (1938)
Ladislav Šmíd (* 24. května 1938 Rožmitál pod Třemšínem) je bývalý český a československý hokejový obránce. V roce 2014 byl uveden do Síně slávy českého hokeje.
V československé nejvyšší soutěži působil v Dukle Jihlava, se kterou získal v sezónách 1966/1967 až 1970/1971 celkem pět mistrovských titulů.
Hrál také za československou reprezentaci. V ní odehrál 38 zápasů, vstřelil čtyři góly a pomohl vybojovat bronzové medaile na Zimních olympijských hrách 1964 a stříbrné medaile na Mistrovství světa 1966.
Jeho syn Ladislav je rovněž hokejistou.